# Colombia en los Juegos Parapanamericanos de 2015
La delegación de Colombia que participó en los Juegos Parapanamericanos de 2015 terminó en la quinta posición con 24 medallas de oro, 36 de plata y 30 de bronce, sumando 90 medallas en total superando las 54 conseguidas en la edición anterior de Guadalajara 2011.
Carlos Daniel Serrano, joven de 16 años fue el abanderado de la delegación, cumpliendo con una gran actuación al conseguir 5 medallas de oro en los 50 metros estilo libre S7, 200 metros CI SM7, 100 metros estilo libre ST, 100 metros pecho SB7 y 50 metros mariposa ST así como una medalla de plata en la natación. Diego Cuesta ganó oro en los 50 m y 100 m en la natación imponiendo récord parapanamericano.
Cuesta se convirtió en el primer herido en combate en clasificar a los Juegos Olímpicos de Río de Janeiro de 2016.
En el ciclismo de pista, Diego Dueñas consiguió la única medalla de oro para su país en ese deporte, siendo la primera en su carrera.

## Medallistas
A continuación, se presentan a los medallistas de la delegación de Colombia.

Nota: Datos incompletos.